# Capeamento
Capeamento é o ato de preparação dos corpos-de-prova cilíndricos de argamassa e/ou concreto de cimento Portland para ensaios mecânicos, do tipo, resistência à compressão e módulo de deformação, que terão seus topos revestidos de uma argamassa de acabamento liso e elevada resistência.
Com este tratamento procura-se que os corpos-de-prova apresentem topos paralelos, lisos e íntegros, objetivando reduzir as variações de ensaio devidas à falta de paralelismo entre os pratos da prensa hidraulica, os desvios do eixo do corpo-de-prova em relação à direção da movimentação dos pratos, e o atrito entre os pratos e os topos do corpo-de-prova. O capeamento é produzido comumente com argamassa de enxofre fundida, moldada e resfriada.